# Шмаков, Сергей Александрович (автогонщик)
Серге́й Алекса́ндрович Шма́ков (род. 16 июня 1968 года, Мытищи, Московская область, СССР) — автогонщик, российский бизнесмен, меценат. Чемпион России по ралли-рейдам (2003), обладатель Кубка мира FIA по ралли-рейдам (2004, 2006). Заслуженный мастер спорта России.

## Биография
В 1987 году окончил Московский приборостроительный техникум. Окончил в 1993 году Всесоюзный заочный инженерно-строительный институт по специальности промышленное и гражданское строительство.
В 1989 году занялся предпринимательской деятельностью. В 1991 году учредил ИЧП «Сапсан», позднее преобразованное в Строительную фирму «Сапсан».
С 1992 по 1996 годы занимал пост заместителя губернатора Чукотского автономного округа.
В 1998 году получил звание "Почётный строитель России" (в возрасте 30 лет - самый молодой обладатель звания)
В 2002—2007 годах обучался в Высшем экономико-гуманитарном институте по специальности «Менеджмент организации».
В 2010 году защитил докторскую степень по экономике и менеджменту в Международной академии менеджмента.
Получил сертификаты по лидерству и целеполаганию Американской академии LMI.

## Спортивная карьера
В 2001 году занял второе место в чемпионате России по ралли-рейдам в категории Т1, Т2.
В 2003 году стал чемпионом России по ралли-рейдам в абсолютном зачёте и в категории Т2 и обладателем Куба России в абсолютном зачёте и в категории Т2.
В 2003 году стал чемпионом России по ралли-рейдам: команда UAZ Sport Division, на автомобиле УАЗ Прото
В 2004 году выиграл Кубок мира FIA по ралли-рейдам в категории заднеприводных автомобилей. В этом же году Кубок FIA вручался Михаэлю Шумахеру.
В 2005 году получил звание мастер спорта международного класса.
В 2006 году обошёл Люка Альфана, Жан-Луи Шлессера, Стефана Петранселя, Хироси Масуока и завоевал Кубок мира FIA по ралли-рейдам в абсолютном зачёте.
В 2006 году в Египте стал победителем Ралли Фараонов в классе «внедорожники».
В 2007 году в качестве пилота команды «Москва-ЗИЛ» принял участие в марафоне «Париж — Дакар» (не входящем в этапы Кубка мира), где занял 11 место в абсолюте.
26 ноября 2019 года установил новый мировой рекорд по дальности ночного выстрела (2000 м) с применением пассивной ночной оптики (оптики, не имеющей подсветки). Рекорд был установлен с применением полностью отечественного комплекса: винтовки от Lobaev Arms СВЛК-14 Сумрак 408 Чейтак с ночным прицелом, произведённым компанией «Дедал». Шмаков выполнил группу из 5 выстрелов в мишень размером 60х60см.
На сегодняшний день является единственным в России человеком, имеющим 4 Кубка Мира в автоспорте.
Активно занимается пулевой стрельбой из различных винтовок, стендовой стрельбой, практической стрельбой из пистолета.

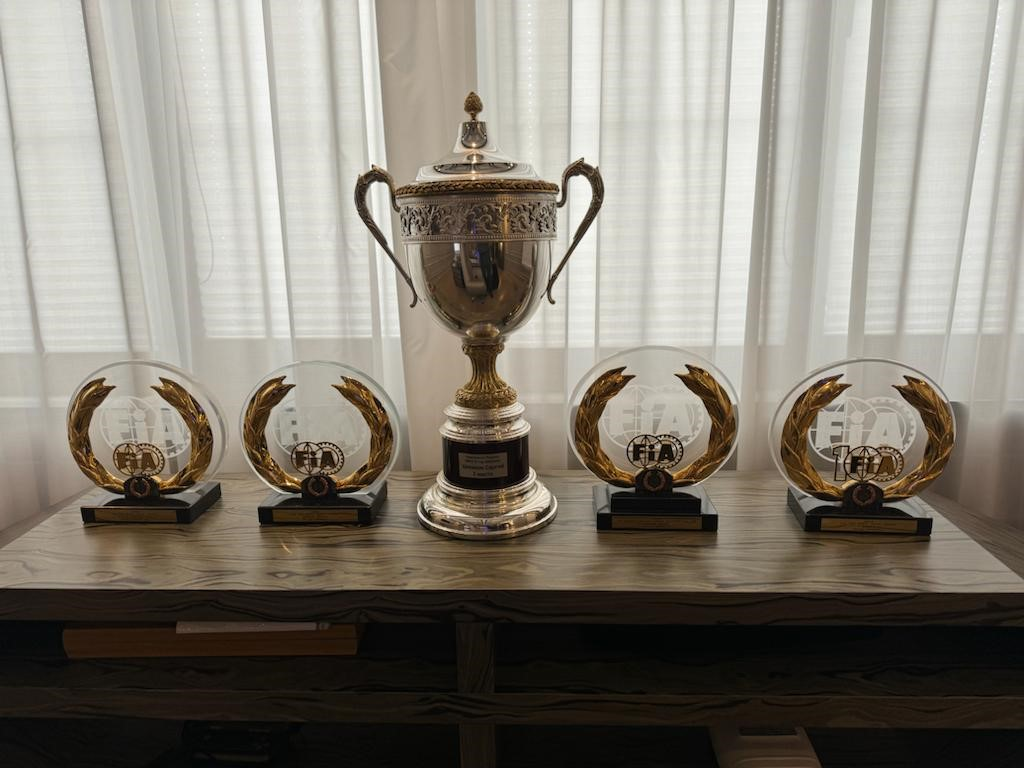

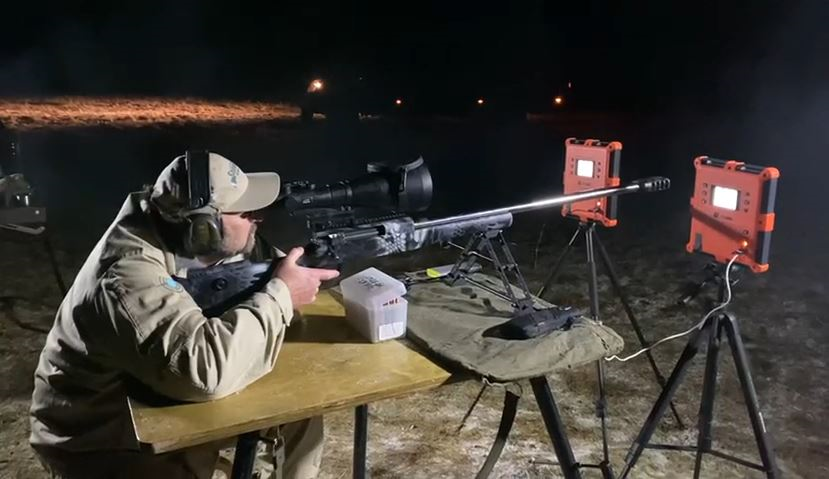

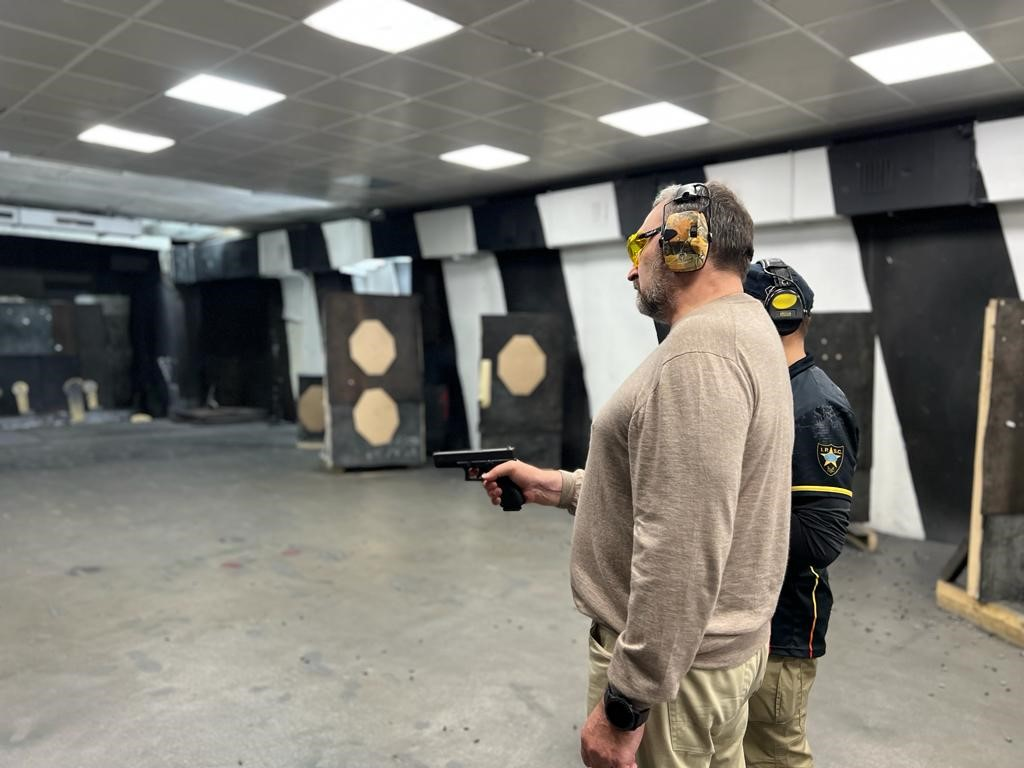

## Хобби
Имеет допуск (авиационное удостоверение) и сам пилотирует самолеты АН-2, ЯК-18Т, вертолет Robinson 22, Robinson 44, Robinson 66, Bell-207, Bell-407, Agusta- 119.
С 1996 по 2006 годы с командой на плотах покорил все реки Чукотки.
Активно занимается плаванием и верховой ездой.

## Меценатство
В 2008 году Шмаков учредил Благотворительный фонд «Иваново Дело». На средства фонда построен Храм святого благоверного князя Александра Невского; 3 декабря 2009 года в него была помещена «на временное хранение» чудотворная икона Божией Матери Одигитрия (Эфесская — Полоцкая — Корсунская — Торопецкая). Фактически икона была перевезена из федерального музея в Княжье Озеро на неопределённый срок и в неопределённом статусе.
В 2011 году на средства Шмакова были выкуплены и переданы в дар Русской православной церкви более 70 старинных православных икон, вывезенных из страны в годы после октябрьского переворота и Великой Отечественной войны.
В 2016 году Шмаков подарил квартиру белорусу Андрею Фомочкину за то, что тот поднял российский флаг на церемонии открытия Паралимпийских игр в Рио. Позже Шмаков предложил квартиру в подарок президенту России Владимиру Путину. Позднее через Дмитрия Пескова Владимир Путин передал, что принимать такие подарки он не может, но в то же время был бы рад, если бы такая квартира была подарена тем, кто в этом нуждается. В итоге квартиру была подарена отцу троих детей Михаилу Алёшину.
В 2018 году при финансовой поддержке ГК «Сапсан», принадлежащей Шмакову, в Москве был установлен памятник Ивану Тургеневу, посвященный двухсотлетию со дня рождения писателя. Монумент является частью архитектурно-музейного комплекса «Тургеневский квартал».

В 2024 году преподнёс в дар Русской православной церкви более ста выкупленных им за границей икон; в третий раз за семь лет возвращает купленное на зарубежных аукционах - таким образом вернулось уже около 250 икон и других артефактов, по состоянию на 2024 год.

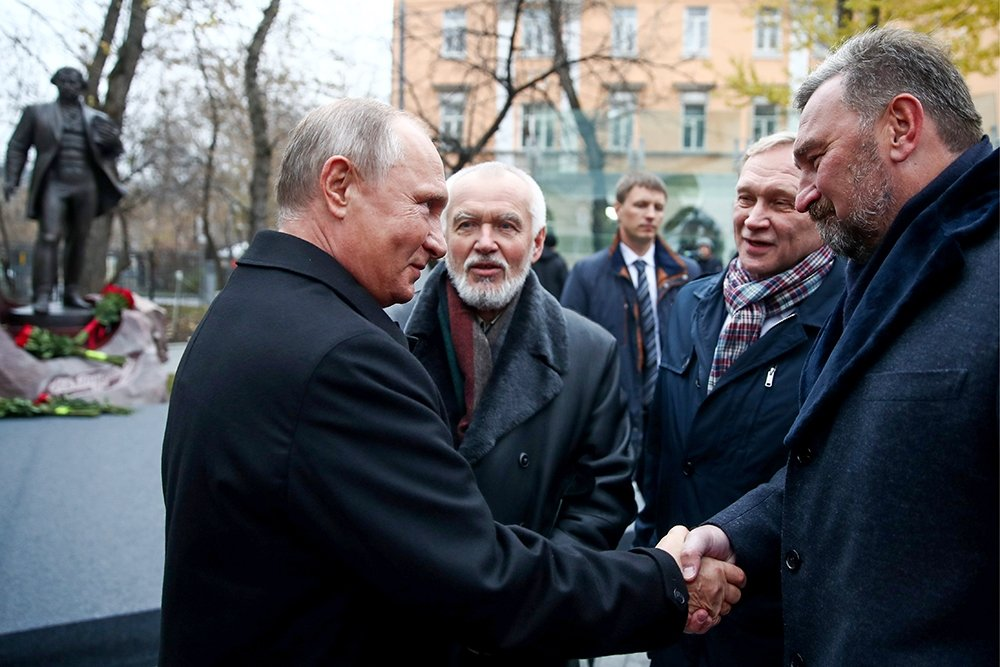
Церемония открытия памятника И. С. Тургеневу в Москве. 10.11.2018 г.